# Пилькевич, Александр Меркурьевич
Александр Меркурьевич Пилькевич (22 мая 1880, Фастов — 15 октября 1922, Щипёрно, Польша) — российский и украинский военный деятель, генерал-хорунжий Армии УНР. Член Украинской Центральной рады.

## Биография
Выходец из мещан Киевской губернии. Сдал экзамены на аттестат зрелости при Петровском Полтавском кадетском корпусе. Окончил Николаевское инженерное училище, Николаевскую инженерную академию.
В 1890 году окончил Киевское пехотное юнкерское училище, с этого же года в Российской армии. Служил в 122-м пехотном Тамбовском полку (Харьков).
В 1902 году находился в 3-й саперной бригаде для изучения телеграфной дела. 25 февраля 1903 года держал экзамен при Николаевском инженерном училище для перевода в инженерные войска.
С 27 сентября 1910 года по 10 октября 1911 года учился в Офицерской воздухоплавательной школе, после окончания был назначен в 8-ю воздухоплавательную роту (Севастополь).
Во время Первой мировой войны командовал 1-м Воздухоплавательным дивизионом. Последнее звание в российской армии — полковник.
С начал 1917 года в армии УНР — командир 2-го авиационного дивизиона.
Член Украинской Центральной рады, начальник агитационно-образовательного отдела Украинской Генерального Военного Комитета, представитель УГВК при российском Главном штабе. Старшина для особых поручений при генеральном секретариате военных дел УНР.
Весной 1919 года — начальник национально-политической инспекции Армии УНР.
С июня 1919 года — командир Отдельного корпуса пограничной охраны УНР.
В конце 1920 года интернирован вместе с украинской армией в польские лагеря, где и умер в лагере Щипёрно в 1922 году.